# Mégapode des Nicobar
Megapodius nicobariensis
Espèce
Statut de conservation UICN

 VU A1bc; D1 : Vulnérable
Statut CITES
Le Mégapode des Nicobar (Megapodius nicobariensis) est une espèce d'oiseau appartenant à la famille des Megapodiidae.

## Répartition
Cette espèce est endémique aux forêts pluviales des îles Nicobar.

## Alimentation
Il se nourrit des graines de Macaranga peltata pour une grande part et d'insectes, d'escargots, de crustacés et de reptiles.

## Sous espèces
Selon la classification de référence du Congrès ornithologique international (version 15.1, 2025) :
- Megapodius nicobariensis nicobariensis Blyth, 1846 — Îles du Nord et Îles du Sud des Îles Nicobar ;
- Megapodius nicobariensis abbotti Oberholser, 1919 — Grande Nicobar et Petite Nicobar.

## Systématique
Certains ornithologistes le considèrent comme une sous-espèce du Mégapode de Freycinet (Megapodius freycinet).